# Lyonsiella
Lyonsiella is een geslacht van tweekleppigen uit de  familie van de Lyonsiellidae.

## Soort
- Lyonsiella abscissa Pelseneer, 1911
- Lyonsiella abyssicola (Sars G. O., 1872)
- Lyonsiella agulhasensis (Thiele & Jaeckel, 1931)
- Lyonsiella aotearoa Dell, 1995
- Lyonsiella curta Poutiers, 1984
- Lyonsiella fragilis Allen & Turner, 1974
- Lyonsiella frielei Allen & Turner, 1974
- Lyonsiella galatheae (Knudsen, 1970)
- Lyonsiella horrida (Allen & Turner, 1974)
- Lyonsiella magnifica Dall, 1913
- Lyonsiella otamatea (Laws, 1939) †
- Lyonsiella pacifica Dall, 1908
- Lyonsiella parva Okutani, 1962
- Lyonsiella perplexa Allen & Turner, 1974
- Lyonsiella pipoca Oliveira & Absalão, 2010
- Lyonsiella quadrata Hedley, 1907
- Lyonsiella quaylei F. R. Bernard, 1969
- Lyonsiella sinuosa (Jeffreys, 1882)
- Lyonsiella smidti Friele, 1886
- Lyonsiella subquadrata (Jeffreys, 1882)